# Exemestan
Exemestan ist ein Arzneistoff aus der Gruppe der Aromatasehemmer. Er ist nach Anastrozol und Letrozol der dritte oral wirksame selektive Aromatasehemmer zur Behandlung des fortgeschrittenen Brustkrebses.

## Wirkungsmechanismus
Exemestan hemmt die Östrogen-Produktion durch irreversible Blockade der Umwandlung von Androgenen in Estrone und Estradiol in nicht-ovariellen Geweben. Die Struktur des Exemestans ähnelt der des natürlichen Substrats Androstendion.
Exemestan senkt den Estrogenspiegel auf 5 bis 10 % des Ausgangswertes und weist eine Halbwertszeit von zwei Tagen auf.
Eine tägliche Gabe von 25 mg bewirkt eine Reduktion der Gesamtaromataseaktivität um bis zu 98 %. Exemestan hat keinerlei gestagene oder östrogene Wirkung.

## Anwendungsgebiete
Exemestan ist zur unterstützenden Behandlung des hormonabhängigen (Estrogenrezeptor-positiven) Brustkrebses nach den Wechseljahren angezeigt, wenn eine vorherige Behandlung mit dem Antiöstrogen Tamoxifen nicht angeschlagen hat.

## Missbrauch als Dopingmittel
Exemestan erhöht dosisunabhängig das luteinisierende Hormon (LH) und das follikelstimulierende Hormon (FSH) und schafft damit eine schnelle Dominanz der männlichen Sexualhormone, wodurch eine Leistungssteigerung erfolgt.
Es wird des Weiteren eingesetzt, um eine übermäßige Aromatase-Produktion nach Testosterongaben zu verhindern. Eine übermäßige Aromatase-Produktion führt zur Gynäkomastie und erhöhter Wasser- sowie Fettspeicherung.
Der Wirkstoff wurde 2008 von der World Anti-Doping Agency (WADA) auf die Verbotsliste gesetzt. Ein Besitz von mehr als 2250 mg wird nach dem deutschen Arzneimittelgesetz, gemäß der Dopingmittel-Mengen-Verordnung, als „nicht geringe Menge“ gewertet.

## Nebenwirkungen
Zu den häufigsten Nebenwirkungen, die unter der Therapie mit Exemestan auftreten können, gehören
sehr häufige Nebenwirkungen (bei mehr als 1 Behandelten von 10)
- Hitzewallungen und Errötungen (Flushes)
- Müdigkeit
- Kopfschmerzen
- Übelkeit
- Depressionen
- Schlafstörungen
- Muskel- und Gelenkschmerzen

häufige Nebenwirkungen (bei 1 bis 10 Behandelten von 100)
- Appetitlosigkeit
- Depressionen
- Schwindel
- Karpaltunnelsyndrom (Kombination aus Gefühllosigkeit, Ameisenlaufen und Schmerzen in der ganzen Hand, außer dem kleinen Finger)
- Bauchschmerzen
- Hautausschlag, Haarausfall

In einer Studie wurde im Jahr 2011 ferner über eine Verschlechterung der Blutfettwerte berichtet.

## Handelsnamen
Aromasin (D, A, CH und andere), diverse Generika